# Can Marcer de la Penya
Can Marcer de la Penya és una obra de Sant Pere de Ribes (Garraf) protegida com a Bé Cultural d'Interès Local.

## Descripció
Masia situada en una zona elevada de la urbanització de Can Lloses - Can Marcer. És un edifici aïllat que es troba constituït per diversos cossos adossats de forma paral·lela. Consta de planta baixa i pis i té la coberta a dues vessants amb el carener paral·lel a la façana. El frontis està obert amb dos portals d'arc de mig punt ceràmic amb brancals de pedra carejada, entorn els quals hi ha diverses finestres d'arc pla arrebossat, disposades de forma aleatòria. A la façana posterior hi ha diversos cossos adossats, alguns dels quals eren destinats a la producció de vi i que albergaven els cups. El revestiment dels murs es manté arrebossat, excepte allà on es troba deteriorat, on és de pedra vista. A pocs metres de la façana de garbí hi ha les restes de l'antic corral.

## Història
La primera referència documental del nom Marcer la trobem en el fogatge de l'any 1553. Segons consta en el llibre d'Apeo de l'any 1847, la masia pertanyia a Francisco Carbonell.